# ダーウィンが行く!?
『ダーウィンが行く!?』（ダーウィンがいく）は、2024年8月20日にNHK総合で放送されたテレビドラマ。2006年からNHK総合で放送中の自然番組『ダーウィンが来た!』の制作現場における体験談を交えながら、自然や生き物に熱い思いを抱く人間たちの物語を描くヒューマンコメディ。主演は富田望生。

## キャスト

### 主要人物
恩田はるか
演 - 富田望生
テレビ番組制作会社の新入社員。
漆原大地
演 - 本郷奏多
テレビ番組制作会社のディレクターで、部内一の「生き物オタク」。

### 津田家
津田房江
演 - 竹下景子
里山に住むおばあさん。ノウサギに詳しいのだが、ロケには非協力的。
津田慶太
演 - 前田拳太郎
房江の孫で役場の職員。

### テレビ番組制作会社・自然部
望月真海
演 - 西田尚美
自然部のプロデューサーで、ダジャレ好き。
遠坂美空
演 - 山崎怜奈
自然部のディレクターで、恩田の先輩。
雨宮ちあき
演 - 箕輪はるか
自然部のディレクター。
青嶋幸喜
演 - 長江英和
自然部のベテランディレクター。海外における取材経験が豊富。

### その他
鷹野一
演 - 渡辺いっけい
自然番組界におけるレジェンドカメラマンで、何かと口うるさい。
野村今日子
演 - 瀬戸カトリーヌ
自然番組専門のカメラマン。

## スタッフ
出典：
- 作 - 衛藤凛
- 音楽 - 宮崎誠
- 制作統括 - 樋渡典史（NHKエンタープライズ）、遠藤理史（NHK）
- 演出 - 加地源一郎